# Kamp-Bornhofen
Kamp-Bornhofen este o comună în districtul Rhein-Lahn în landul Rheinland-Pfalz. 

## Așezare
Kamp-Bornhofen este situat pe malul Rinului la cca. 15 km de stânca legendară Loreley, unde Rinul are o albie îngustă fiind în trecut primejdioasă navigației, datorită curentului puternic al apei și stâncilor care mai târziu au fost aruncate în aer, regiunea fiind în prezent sub protecție UNESCO.

## Cultura

### Muzeu
In comună există din anul 1968 un muzeu al plutașilor și al navigației, printre exponatele din muzeu sunt plute și vapoare (cu motor cu aburi). Muzeul este patronat de clubul plutașilor și matrozilor din comună. 

### Construcții
Cetatea Liebenstein și Cetatea Sterrenberg se află situate pe dealul de deasupra comunei. în apropiere una de alta, fiind numite de localnici „cei doi frați dușmani”. Mănăstirea Capucină și Biserica Pelerinilor, este vizitată anual de cca. 200 000 de enoriași (pelerini). Biserica Maicii Domnului este amintită în documente istorice pentru prima oară în anul 1224.

### Turismul
Există numeroase căi de drumeție dintre care cel mai important de amintit este calea „Rheinsteig” care este situat pe cursul mijlociu al Rinului și are o lungime de 320 km.

## Politica
Structura și raportul dintre partidele politice, sfatul comunei constă din 16 membri: 
|      | SPD | CDU | FBL | Total |
| ---- | --- | --- | --- | ----- |
| 2004 | 10  | 4   | 2   | 16    |